# Биккулово (Миякинский район)
Бикку́лово (баш. Биҡҡол) — село в Миякинском районе Республики Башкортостан Российской Федерации. Входит в состав Биккуловского сельсовета. 

## География

### Географическое положение
Расстояние до:
- районного центра (Киргиз-Мияки): 16 км,
- центра сельсовета (Садовый): 15 км,
- ближайшей ж/д станции (Аксёново): 43 км.

## История
До 24 декабря 2012 года село являлось административным центром Биккуловского сельсовета.

## Население
| 2002 | 2009 | 2010 |
| ---- | ---- | ---- |
| 299  | ↗319 | ↘200 |

Национальный состав
Согласно переписи 2002 года, преобладающая национальность — башкиры (99 %).